# Erwin Forst
Kurt Richard Erwin Forst (* 9. Mai 1908 in Berlin; † 6. Februar 1994 ebenda) war ein deutscher Politiker (SPD).
Erwin Forst war ein Sohn eines Tischlers und legte 1928 das Abitur ab. Anschließend studierte er Medizin an der Berliner Universität. 1931 trat er der SPD bei. Nach der „Machtergreifung“ der Nationalsozialisten musste Forst 1933 das Studium aus politischen Gründen unterbrechen. Er wurde von der Wehrmacht eingezogen und wurde Truppenarzt. 1941 konnte er das Staatsexamen ablegen.
Nach dem Zweiten Weltkrieg wurde Forst 1945 Kassenarzt und betrieb eine Arztpraxis in Berlin-Hermsdorf. Bei der Berliner Wahl 1948 wurde er für zwei Jahre in die Stadtverordnetenversammlung von Groß-Berlin gewählt. Bei der Wahl 1954 wurde Forst erneut in das Abgeordnetenhaus von Berlin gewählt, doch bereits im Februar 1955 wurde er von der Bezirksverordnetenversammlung im Bezirk Wilmersdorf zum Bezirksstadtrat für Gesundheitswesen gewählt. Ebenfalls 1955 promovierte er zum Dr. med. Bis 1971 war er Bezirksstadtrat.

## Einzelnachweis
1. ↑  Geburtsurkunde Nr. 657/1908, StA Berlin Va

| Personendaten    | Personendaten                                  |
| ---------------- | ---------------------------------------------- |
| NAME             | Forst, Erwin                                   |
| ALTERNATIVNAMEN  | Forst, Kurt Richard Erwin (vollständiger Name) |
| KURZBESCHREIBUNG | deutscher Politiker (SPD), MdA                 |
| GEBURTSDATUM     | 9. Mai 1908                                    |
| GEBURTSORT       | Berlin                                         |
| STERBEDATUM      | 6. Februar 1994                                |
| STERBEORT        | Berlin                                         |